# Бален (Манш)
Бален (фр. Baleine) насеље је и општина у северној Француској у региону Доња Нормандија, у департману Манш која припада префектури Кутанс.
По подацима из 2011. године у општини је живело 94 становника, а густина насељености је износила 22,76 становника/km². Општина се простире на површини од 4,13 km². Налази се на средњој надморској висини од 159 метара (максималној 171 m, а минималној 37 m).

## Демографија
| 1962. | 1968. | 1975. | 1982. | 1990. | 1999. | 2011. |
| ----- | ----- | ----- | ----- | ----- | ----- | ----- |
| 170   | 177   | 153   | 144   | 121   | 118   | 94    |

График промене броја становника у току последњих година